# Polskie Towarzystwo Pomocy Ofiarom Wojny
Polskie Towarzystwo Pomocy Ofiarom Wojny (ros. Польское Общество помощи жертвам войны) – organizacja samopomocowa działająca w Rosji w latach 1914–1918.
Wybuch I wojny światowej w 1914 r. doprowadził do powstania w Imperium Rosyjskim wielu organizacji niosących pomoc ofiarom tego konfliktu, tak wojskowym, jak i cywilnym. Akcję pomocową podjęła również społeczność polska na stałe zamieszkująca w Piotrogrodzie, która już na początku wojny stanęła przed koniecznością materialnego wsparcia rodaków (ok. 1,5 tys. osób), których wybuch wojny zastał za granicą, w związku z czym zmuszeni byli powracać do kraju przez państwa neutralne i Piotrogród. Wówczas to, z inicjatywy przedstawicieli lokalnego środowiska polskiego: Henryka Święcickiego, Bolesława Olszamowskiego i Remigiusza Kwiatkowskiego, postanowiono założyć w Piotrogrodzie polską organizację pomocy ofiarom wojny, która przyjęła nazwę Towarzystwo Pomocy Biednym Rodzinom Polaków Uczestniczących w Wojnie oraz Zubożałej przez Wojnę Ludności Polskiej. Z czasem zaczęto posługiwać się krótszą nazwą Polskie Towarzystwo Pomocy Ofiarom Wojny (PTPOW).
Oficjalnie nowa organizacja została zarejestrowana 29 sierpnia/11 września 1914 r. Zgodnie ze statutem PTPOW zadaniem towarzystwa było „okazywanie pomocy i współdziałania bezpośrednim i pośrednim ofiarom wojny” na terenie całego Cesarstwa Rosyjskiego. W tym celu miało ono: udzielać zapomóg finansowych rodzinom powołanych do armii, wspierać materialnie ludność cywilną, organizować przytułki dla dzieci, pomagać w znalezieniu pracy, a wreszcie tworzyć i współpracować z instytucjami pomocowymi, wspierającymi podczas wojny ludność. Środki na działalność planowano pozyskiwać ze składek członkowskich, ofiar, zapisów testamentowych, dochodów z imprez edukacyjno-kulturalnych. Członkiem organizacji mogła zostać osoba dorosła, bez względu na płeć. Na czele PTPOW stało Zgromadzenie Walne oraz wybierany przez nie co dwa lata Komitet Główny (od 7 do 27 członków) z siedzibą Piotrogrodzie. Ten z kolei wyłaniał spośród siebie sześcioosobowe Prezydium, które prowadziło bieżącą działalność towarzystwa. W jego skład wchodzili: prezes, dwóch wiceprezesów, dwóch sekretarzy i skarbnik. W przypadku likwidacji PTPOW, jego mienie miało przejść na własność Rzymskokatolickiego Towarzystwa Dobroczynności przy kościele św. Katarzyny.
Zebranie organizacyjne PTPOW odbyło się 26 sierpnia 1914 r. w lokalu redakcji „Głosu Polskiego” Wybrano wówczas pierwszy skład Komitetu Głównego organizacji. Weszli do niego: Aleksander Babiański, Jan Barchwitz, ks. Konstanty Budkiewicz, Stefan Cybulski, Lubomir Dymsza, Jan Fedorowicz-Weder, Stefan Filipkowski, Jan Hattowski, ks. Józef Herget, Bolesław Jałowiecki, Adolf Kopeć, Maria Koziełł-Poklewska, Remigiusz Kwiatkowski, Antonina Leśniewska, Konrad Niedźwiecki, ks. Antoni Malecki, Bolesław Olszamowski, Leon Petrażycki, Zofia Pogorzelska, Stanisław Ptaszycki, ks. Edward O’Rourke, Adam Smoliński, Henryk Święcicki, ks. Stanisław Trzeciak, Seweryn Wachowski, ks. Aleksander Wóycicki, Jan Zaleski, Jan Żarnowski i Władysław Żukowski.
1 września 1914 r. na pierwszym posiedzeniu Komitetu Głównego wybrano jego Prezydium. Weszli do niego: Władysław Żukowski (prezes), Henryk Święcicki i ks. Konstanty Budkiewicz (wiceprezesi), Bolesław Olszamowski (skarbnik) oraz Remigiusz Kwiatkowski i Jan Barchwitz (sekretarze). W następnych latach do zmian w Prezydium dochodziło z powodu śmierci jego członków. Henryka Święcickiego zmarłego w 1916 r. zastąpił Władysław Rawicz-Szczerbo, a za zmarłego w tym samym roku W. Żukowskiego wszedł do Prezydium Konstanty Skirmunt. Poza tym w miejsce Bolesława Olszamowskiego i Remigiusz Kwiatkowskiego weszli Seweryn Wachowski i Stefan Filipkowski.
Komitet Główny pracował poprzez sekcje i wydziały. Początkowo istniały wydziały: Statystyczny, Budżetowy (kierowany przez H. Święcickiego, a później W. Rawicza-Szczerbo), Prawny (kierowany przez Konrada Niedźwieckiego), Pomocy Polakom Obcopoddanym, tj. Polakom obywatelom państw toczących wojnę z Rosją (kierowany przez H. Święcickiego, a potem S. Łopacińskiego). W późniejszym okresie dochodziło do zmian w tym zakresie. Największa z nich wiązała się z objęciem w lipcu 1915 r. pomocą rzesz wygnańców z Królestwa Polskiego. Przy Komitecie Głównym powstały wówczas sekcje: dyżurów kolejowych, wizytacyjna, opiekuńcza, rejestracyjna i sanitarno-lekarska, oraz komisje: pomocy wygnańcom, oświatowa, opieki kulturalno-narodowej i prawna. Ostatnią próbę reformy podjął Komitet Główny w marcu 1918 r., kiedy to zaplanowano utworzenie wydziałów: kancelarii, budżetowego, buchalterskiego, kasy oraz kontroli.
PTPOW prowadziło działalność na obszarze Rosji za pośrednictwem lokalnych oddziałów. W myśl zapisu statutu mogły one powstawać w miejscowościach w których na stałe mieszkało 10 członków Towarzystwa. Do 1 listopada 1916 na obszarze całego imperium rosyjskiego powstało 247 oddziałów skupiających 18 100 członków. Pieniądze na akcję pomocową pozyskiwano poza źródłami wskazanymi w statucie również z dotacji władz i rosyjskich organizacji opiekuńczych. Z tego źródła między sierpniem 1914 a 1 czerwca 1916 Komitet Główny PTPOW otrzymał kwotę 14 mln 660 tysięcy rubli. W sumie podczas całej wojny PTPOW uzyskało 33 miliony 410 tysięcy rubli.
Polskie Towarzystwo Pomocy Ofiarom Wojny zostało rozwiązane dekretem władz bolszewickich 10 września 1918 roku.